# گازنیچ
گازنیچ (به لاتین: Gaznich) یک منطقهٔ مسکونی در تاجیکستان است که در ولایت سغد واقع شده‌است.